# Batajnica

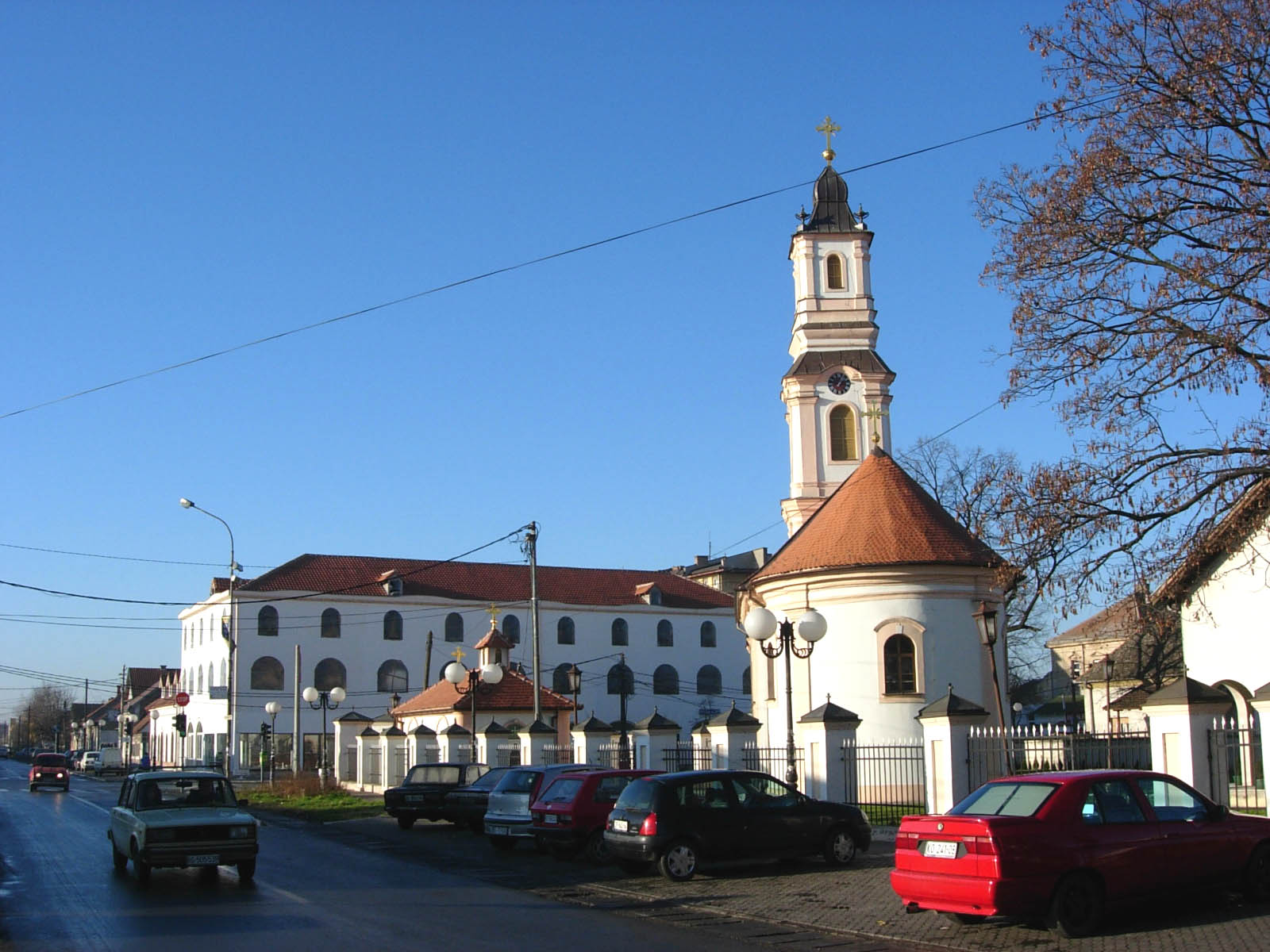
Die serbisch-orthodoxe Kirche des Erzengels Gabriel in Batajnica

Batajnica (serbisch-kyrillisch Батајница) ist ein Vorort der serbischen Hauptstadt Belgrad in der Gemeinde Zemun. Batajnica liegt unweit der Donau in Syrmien auf dem wichtigen Verbindungskorridor nach Novi Sad und Ruma.

## Lage
Batajnica liegt auf dem Syrmischen Lößplateau an der nördlichen Grenze der Belgrader Metropolregion. Von der Alluvialebene der Donau ist Batajnica durch eine markante Lössstufe von 114 m getrennt. Die nächstgelegenen Orte sind Nova Pazova und Novi Banovci, ein Dorf der Gemeinde Stara Pazova, mit dem es schon fast zusammengewachsen ist.

## Einwohner
Die Einwohnerzahl von Batajnica betrug nach den offiziellen Zählungen:
- 1871 – 01.622
- 1921 – 02.486
- 1953 – 05.291
- 1971 – 14.567
- 1981 – 18.599
- 2002 – 30.172

## Verkehr

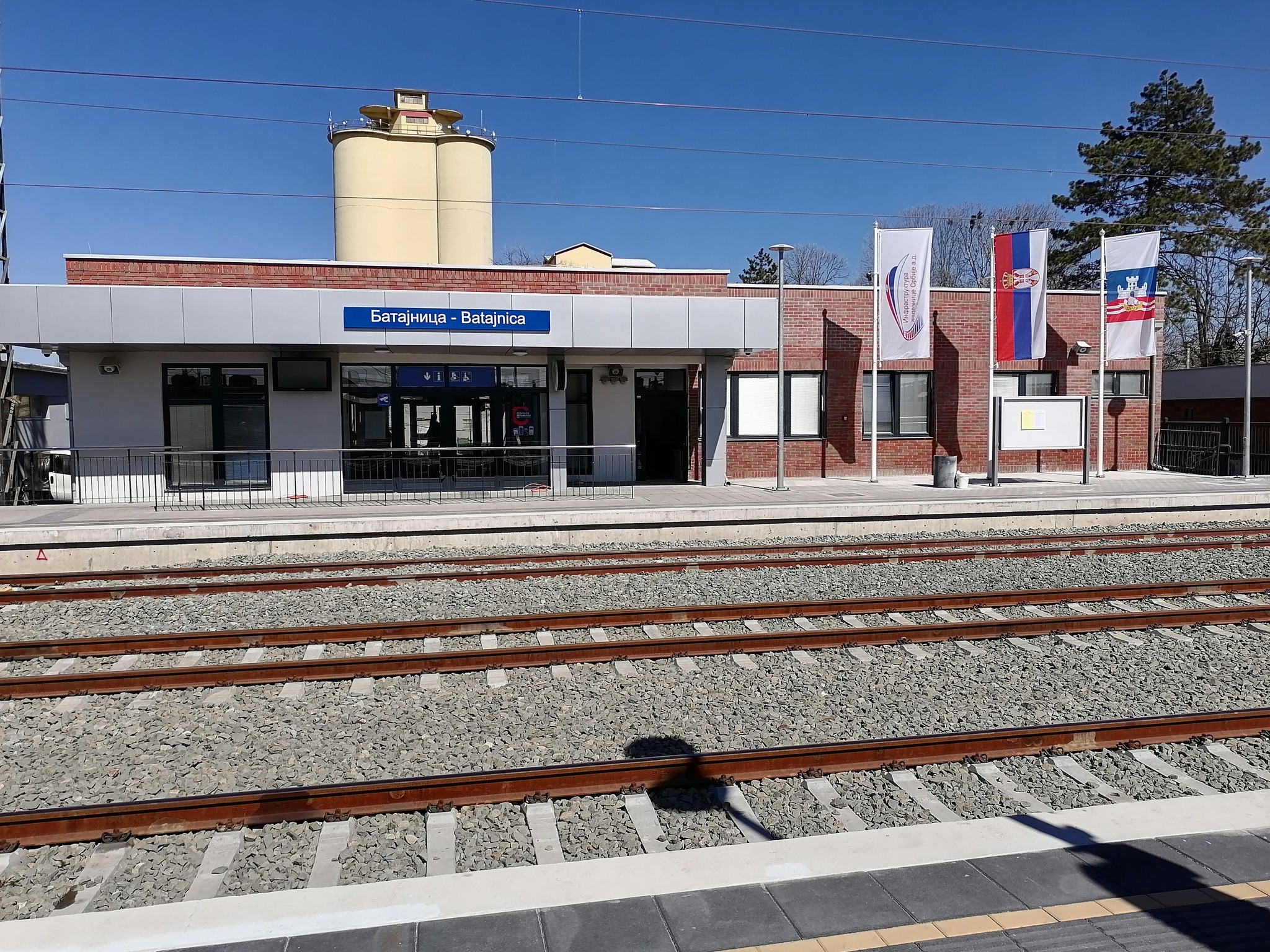
Bahnhof

Batajnica liegt auf dem Paneuropäischen Verkehrskorridor X und ist Haltepunkt der Eisenbahnlinien Belgrad–Novi Sad sowie Belgrad-Šid.

## Persönlichkeiten
- Strahinja Eraković (* 2001), Fußballspieler